# Misumenops deserti
Misumenops deserti är en spindelart som beskrevs av Schick 1965. Misumenops deserti ingår i släktet Misumenops och familjen krabbspindlar. Inga underarter finns listade i Catalogue of Life.